# Dumb Youth
Dumb Youth是由麥曦茵於2012年創立的多媒體及經理人公司，名稱源於一件衣服上的文字。成員多來自麥曦茵從電影《烈日當空》開始合作的年輕藝人。旗下藝人包括：林耀聲，岑珈其，黃溢濠，梁曉豐，曹震豪，盧鎮業，張進翹 和 The Bright Lights。王敏奕亦曾為旗下藝人。電影作品包括《曖昧不明關係研究學會》。
關於公司成立的宗旨，麥曦茵曾在公司網頁上寫到「我們被喚作愚蠢(Dumb)，因為我們不願意妥協。我們執著，不是因為我們年輕；青春與年齡無關，即使我們成長，我們變大人，我們踏進了社會，學習了服從和安份，青春仍在我們的血液裡流動，我們只是不願讓熱血冷卻，對創作、對身處的社會，變得麻木。經過無數次挫敗，我們學會在妥協中堅持，我們知道，在主流市場，更需要堅守獨立思考和爭取創作自由，以及時常反思自身與社會的關係；我們不敢奢望改變世界，世界正無可避免地改變我們，但每一個人，只要抱持著想改變的決心，我們，也在改變著世界，哪怕只是一點點。在這個嘲笑夢想，鄙視熱血的時代，更需要連結這份被喚作愚蠢（Dumb）的勇氣，去做我們想做的，和堅決拒絕有違良心的事。」

## 外部連結
Dumb Youth Facebook: https://www.facebook.com/hkdumbyouth（页面存档备份，存于）
Dumb Youth Instagram: https://www.instagram.com/hkdumbyouth/
Dumb Youth Official Website: https://hkdumbyouth.wordpress.com/（页面存档备份，存于）